# Robert Dowdell
Robert Dowdell (10 de marzo de 1932 – 23 de enero de 2018) fue un actor de nacionalidad estadounidense, principalmente conocido por su papel del Teniente Chip Morton en la the television series  Viaje al fondo del mar.

## Biografía
Nacido en Park Ridge, Illinois, un suburbio de Chicago, se graduó en la Paul Robeson High School. Posteriormente estudió en la Universidad Wesleyana y en la Universidad de Chicago, alistándose después en el Cuerpo de Ingenieros del Ejército de los Estados Unidos.
Tras ser licenciado, Dowdell se interesó por la interpretación. Le sugirieron que tomara lecciones de Wynn Handman, y fue escogido para actuar en una obra teatral escrita por Leslie Stevens, creador de la serie televisiva western Stoney Burke, que le animó a presentarse a una prueba ante las cámaras. Así, Dowdell consiguió el papel recurrente de Cody Bristol en la serie. Finalizada la serie, Dowdell pasó a formar parte del reparto de Viaje al fondo del mar, la cual se emitió entre 1964 y 1968. A lo largo de los siguientes 30 años, él siguió actuando en el teatro, el cine y la televisión, retirándose finalmente en 1995.
Robert Dowdell falleció por causas naturales el 23 de enero de 2018 en Coldwater, Míchigan. Tenía 85 años de edad. Estuvo casado con la actriz Sheila Connolly desde 1965 hasta 1979, año en el que se divorciaron.

## Filmografía (selección)
- 1960 : The Fifth Column (telefilm)
- 1962 - 1963 : Stoney Burke (serie TV), 32 episodios
- 1964 - 1968 : Viaje al fondo del mar (serie TV), 109 episodios
- 1970 : Macho Callahan
- 1971 : City Beneath the Sea (telefilm)
- 1971 : O'Hara, U.S. Treasury (serie TV), 1 episodio
- 1984 : La iniciación
- 1984 : V (serie TV)
- 1986 : Outrage! (telefilm)
- 1987 : Assassination
- 1989 : Skin Deep
- 1989 : Wicked Stepmother